# مارثا هدسون
مارثا هدسون (بالإنجليزية: Martha Hudson)‏ هي منافسة ألعاب القوى أمريكية، ولدت في 21 مارس 1939 في إيستمان في الولايات المتحدة.

## وصلات خارجية
- مارثا هدسون على موقع اللجنة الأولمبية الدولية (الإنجليزية)
- مارثا هدسون على موقع أوليمبيديا (الإنجليزية)
- مارثا هدسون على موقع قاعة جورجيا للمشاهير الرياضية (مؤرشف) (الإنجليزية)